# Большая (река, впадает в Байкал)
Больша́я (бур. Ехэ гол) — река в Северо-Байкальском районе Бурятии, впадает в озеро Байкал. Длина — 70 км.

## География
Протекает в Северо-Байкальском районе Бурятии по территории Баргузинского заповедника в западном направлении. Образуется у подножья Баргузинского хребта слиянием рек Правой Большой и Левой Большой на высоте 936,2 м над уровнем моря. Ширина в верхнем течении — 17 м, в среднем и нижнем — до 45 м, глубина — до 1,8 м, дно каменистое. Впадает в северную часть озера Байкал. Населённых пунктов на реке нет.

## Данные водного реестра
По данным государственного водного реестра России и геоинформационной системы водохозяйственного районирования территории РФ, подготовленной Федеральным агентством водных ресурсов:
- Бассейновый округ — Ангаро-Байкальский
- Речной бассейн — бассейны малых и средних притоков средней и северной части озера Байкал
- Речной подбассейн — отсутствует
- Водохозяйственный участок — бассейны рек средней и северной части озера Байкал от восточной границы бассейна реки Ангары до северо-западной границы бассейна реки Баргузин

## Основные притоки
(расстояние от устья)
- 23 км — река Керма (пр)
- 35 км — река Таламуш (лв)
- 70 км — река Левая Большая (лв)
- 70 км — река Правая Большая (пр)

## История освоения
В 1934 году на Большой речке начал работать рыборазводный завод.